# Abdallah Sharif
Pour les articles homonymes, voir Sharif.
Abdallah Sharif est un footballeur international libyen né le 30 mars 1985 à Tripoli. Il évolue au poste de milieu de terrain avec Al Medina Tripoli.

## Carrière
- 2002-2009 : Al Wahda Tripoli ( Libye)
- 2009-... : Al Medina Tripoli ( Libye)[1]